# Ćidambaram

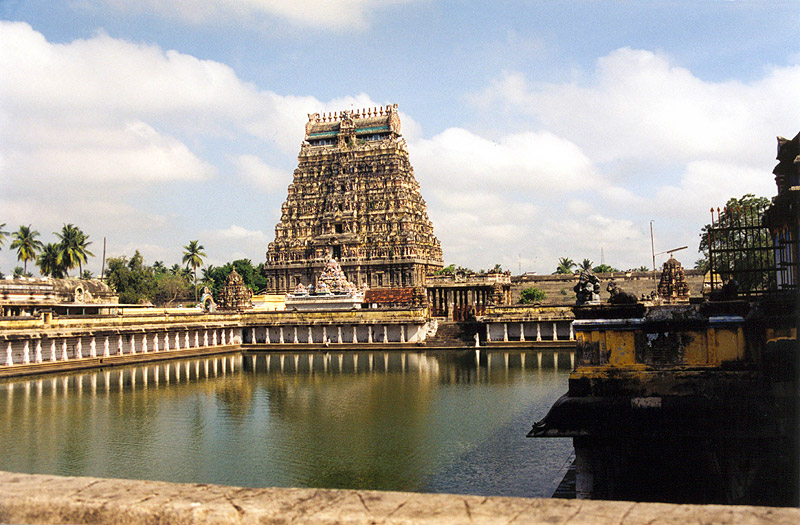
Świątynia Nataradży w Ćidambaram

Ćidambaram (tamil. சிதம்பரம, trl. citamparam) – miasto w Indiach, w dystrykcie Cuddalore, w stanie Tamilnadu, położone na południe od Madrasu. Liczy 58 968 mieszkańców (2001).
Ćidambaram jest sławne dzięki jednej z najważniejszych świątyń śiwaickich (சிதம்பரம் கோயில Ćidambaram kojil) poświęconych Nataradźy (Śiwie Panu Tancerzy). Miejsce to jest centrum pielgrzymek z uwagi na zainstalowany tutaj akaśalingam.